# Великолепетиський район
Великолепети́ський райо́н розташовувався у північній частині Херсонщини. На півночі і північному сході межував з Верхньорогачицьким районом, на сході з Нижньосірогозьким, на півдні з Горностаївським, і заході по руслу Дніпра з Нововоронцовським районами.
17 липня 2020 року було ліквідовано внаслідок адміністративно-територіальної реформи.

## Географія
Великолепетиський район розміщений у межах Причорноморської низовини, південна межа якої проходить по лінії Чорного й Азовського морів. Північна й північно-західна частина території району характеризується розвитком ерозійних процесів, які найбільш виражені в смузі, що прилягає до Каховського водосховища, шириною 5-10 км. Інша частина території району являє собою безстічну рівнину, що незначно знижується до півдня.

### Клімат
За агрокліматичним районуванням район характеризувався як дуже теплий, посушливий. Весна характеризується швидким підвищенням температури повітря, тривалість її 1—1,5 місяця, а максимальні температури досягають +25, +30 С°. Літо найчастіше спекотне, посушливе, середня температура повітря в середньому становить +27 С°. У другій половині жовтня в районі наступає осінь, що характеризується збільшенням хмарності, опадами, та початком заморозків. Зима на території району характерна коливанням температур та відлигами, самий холодний місяць — січень із середньомісячною температурою −5 С°. Сніжний покрив тримається 25—40 днів і досягає висоти 3—6 см. Переважним напрямком вітрів у районі є північний й північно-східний. Середня кількість опадів, що випадають, протягом року становить 215—220 мм. Середня тривалість безморозного періоду становить 175—180 днів, а вегетаційного 215—225 днів.

### Природні ресурси
З корисних копалин у районі є червона глина для виготовлення червоної цегли та керамічних виробів у селі Рубанівка, вапняний щебінь у селі Мала Лепетиха.

## Історія
У 1923 році в Україні проведено реформу адміністративно-територіального поділу, яку спрямовано на скорочення адміністративно-територіальних одиниць. Постановою ВУЦВК «Про адміністративно-територіальний поділ Катеринославщини» від 7 березня 1923 року № 308 утворено Великолепетиський район, до якого включено території Великолепетиської та Рубанівської волостей. Великолепетиський виконком розпочав свою діяльність 13 березня 1923 року. У наступному було проведено ще декілька реформ. 30 березня 1944 року утворено Херсонську область і Великолепетиський район увійшов до її складу.
20.3.1946 вилучено з Нижньосірогозького району та включено до складу Великолепетиського сільські Ради: Запорізьку, Зеленівську, Миколаївську та Рубанівську; натомість вилучено із включенням до складу щойно утвореного Верхнєрогачицького району сільські Ради: Бабинську, Георгіївську, Зеленівську, Карай-Дубинську, Михайлівську, Нижнєрогачицьку, Первомаївську, Самійлівську, Трудову, Ушкальську та Червону.

## Економіка
Економічну основу району становило сільськогосподарське виробництво. Добре родять озима пшениця, ячмінь, кукурудза, соняшник. Добре розвинене овочівництво.

## Соціальна сфера
Виходить друком районна газета «Таврійські вісті».

## Населення
Розподіл населення за віком та статтю (2001)
| Стать | Всього | До 15 років | 15-24 | 25-44 | 45-64 | 65-85 | Понад 85 |
| --- | ------ | ----------- | ----- | ----- | ----- | ----- | -------- |
| Чоловіки | 9753   | 2048        | 1439  | 2958  | 2420  | 859   | 29       |
| Жінки | 11 044 | 2053        | 1372  | 2845  | 2805  | 1801  | 168      |
| \| Статево-вікова піраміда \| Статево-вікова піраміда \| Статево-вікова піраміда \| \| ----------------------- \| ----------------------- \| ----------------------- \| \| Чоловіки \| Вік \| Жінки \| \| 29 \| 85 + \| 168 \| \| 67 \| 80-84 \| 217 \| \| 159 \| 75-79 \| 464 \| \| 329 \| 70-74 \| 608 \| \| 304 \| 65-69 \| 512 \| \| 699 \| 60-64 \| 921 \| \| 316 \| 55-59 \| 466 \| \| 601 \| 50-54 \| 667 \| \| 804 \| 45-49 \| 751 \| \| 796 \| 40-44 \| 805 \| \| 712 \| 35-39 \| 703 \| \| 718 \| 30-34 \| 636 \| \| 732 \| 25-29 \| 701 \| \| 672 \| 20-24 \| 722 \| \| 767 \| 15-20 \| 650 \| \| 804 \| 10-14 \| 814 \| \| 699 \| 5-9 \| 683 \| \| 545 \| 0-4 \| 556 \| |        |             |       |       |       |       |          |
| Статево-вікова піраміда |        |             |       |       |       |       |          |
| Чоловіки | Вік    | Жінки       |       |       |       |       |          |
| 29 | 85 +   | 168         |       |       |       |       |          |
| 67 | 80-84  | 217         |       |       |       |       |          |
| 159 | 75-79  | 464         |       |       |       |       |          |
| 329 | 70-74  | 608         |       |       |       |       |          |
| 304 | 65-69  | 512         |       |       |       |       |          |
| 699 | 60-64  | 921         |       |       |       |       |          |
| 316 | 55-59  | 466         |       |       |       |       |          |
| 601 | 50-54  | 667         |       |       |       |       |          |
| 804 | 45-49  | 751         |       |       |       |       |          |
| 796 | 40-44  | 805         |       |       |       |       |          |
| 712 | 35-39  | 703         |       |       |       |       |          |
| 718 | 30-34  | 636         |       |       |       |       |          |
| 732 | 25-29  | 701         |       |       |       |       |          |
| 672 | 20-24  | 722         |       |       |       |       |          |
| 767 | 15-20  | 650         |       |       |       |       |          |
| 804 | 10-14  | 814         |       |       |       |       |          |
| 699 | 5-9    | 683         |       |       |       |       |          |
| 545 | 0-4    | 556         |       |       |       |       |          |

Національний склад населення за даними перепису 2001 року:
| Національність | Кількість осіб | Відсоток |
| -------------- | -------------- | -------- |
| українці       | 18613          | 89,49 %  |
| росіяни        | 1562           | 7,51 %   |
| білоруси       | 154            | 0,74 %   |
| цигани         | 107            | 0,51 %   |
| поляки         | 89             | 0,43 %   |
| інші           | 273            | 1,31 %   |

Мовний склад населення за даними перепису 2001 року:
| Мова       | Кількість осіб | Відсоток |
| ---------- | -------------- | -------- |
| українська | 18855          | 90,66 %  |
| російська  | 1767           | 8,50 %   |
| вірменська | 48             | 0,23 %   |
| білоруська | 45             | 0,22 %   |
| циганська  | 32             | 0,15 %   |
| інші       | 51             | 0,25 %   |

## Політика
25 травня 2014 року відбулися Президентські вибори України. У межах Великолепетиського району було створено 20 виборчих дільниць. Явка на виборах складала — 52,13 % (проголосували 7 281 із 13 968 виборців). Найбільшу кількість голосів отримав Петро Порошенко — 43,19 % (3 145 виборців); Юлія Тимошенко — 13,65 % (994 виборців), Сергій Тігіпко — 11,87 % (864 виборців), Олег Ляшко — 7,28 % (530 виборців), Петро Симоненко — 5,30 % (386 виборців), Анатолій Гриценко — 5,26 % (383 виборців). Решта кандидатів набрали меншу кількість голосів. Кількість недійсних або зіпсованих бюлетенів — 2,10 %.